# Annihilator
Gli Annihilator sono un gruppo musicale technical thrash metal canadese fondato nel 1984.

## Storia del gruppo

### Gli inizi (1984-1988)

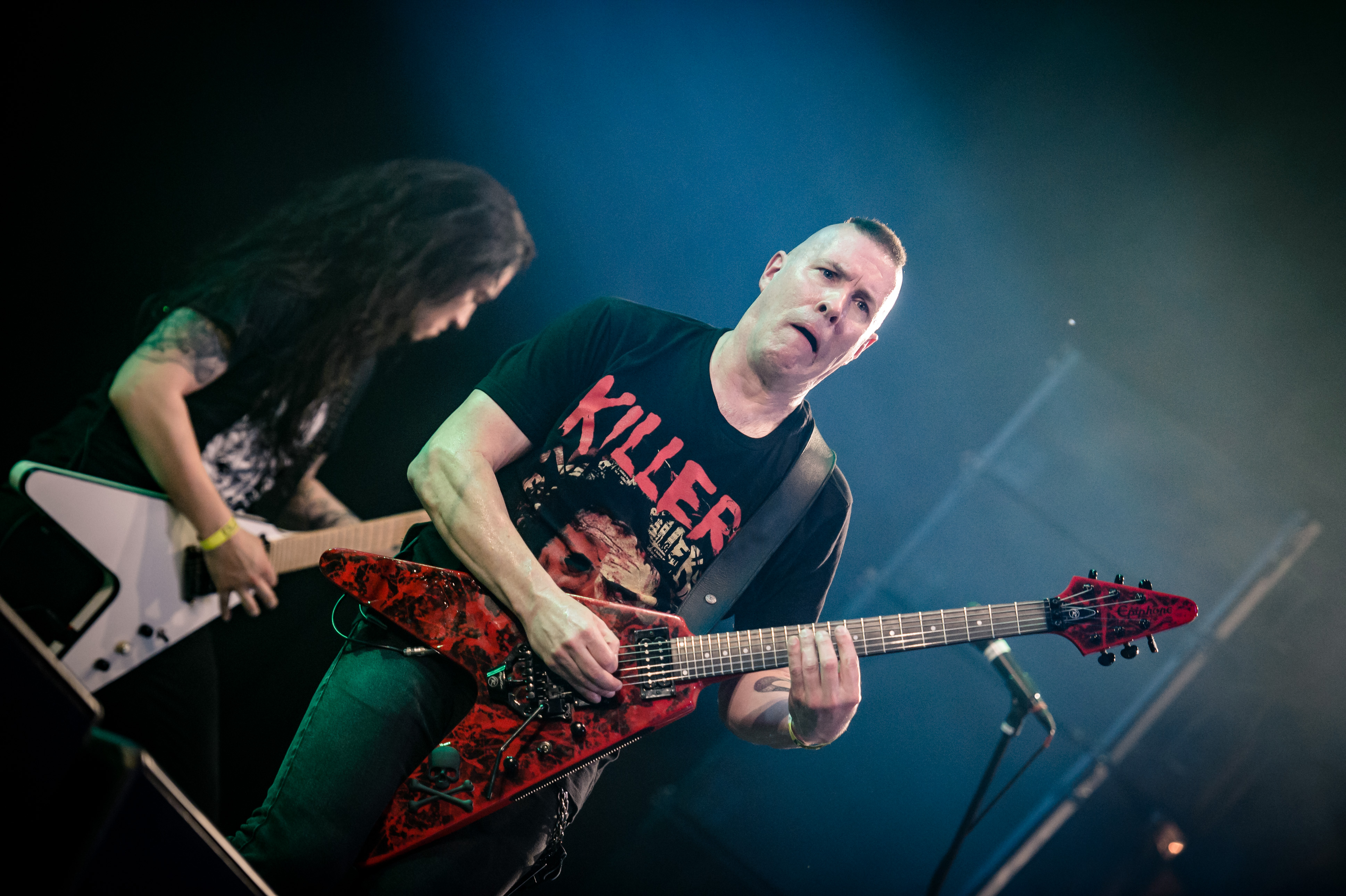
Aaron Homma e Jeff Waters

Gli Annihilator nacquero ad Ottawa grazie all'incontro tra il chitarrista Jeff Waters ed il cantante John Bates avvenuto nel 1984.
Bates e alcuni dei suoi amici introdussero Waters all'ascolto del thrash metal (Slayer, Venom, Metallica, Exodus), Jeff fino a quel momento ascoltava soprattutto Heavy metal (Judas Priest, Iron Maiden, Van Halen). Bates e Waters registrarono la canzone Annihilator (non la stessa canzone che appare sull'album King of the Kill) in un locale studio, con Waters alle prese con tutti gli strumenti, batteria compresa. Bates e Waters ingaggiarono presto il bassista Dave Scott. Anche senza un batterista, il trio iniziò a scattare le fotografie per la promozione del loro primo demo. Poco dopo, fu ingaggiato il batterista Paul Malek. I chitarristi Myles Rourke e Joe Bongiorno militarono per un certo tempo nel gruppo, ma non entrarono mai in formazione.
Gli Annihilator registrarono il loro primo demo Welcome to Your Death prodotto da Rob Lange. Malek lasciò il gruppo e da quel momento la formazione della band non riuscì più a trovare la stabilità.
Nel 1986 Waters registrò il secondo demo della band, con Paul Malek di nuovo alla batteria, ma questa volta con Waters come cantante, bassista e chitarrista. Il demo è stato chiamato Phantasmagoria.
Dopo un terzo demo, senza titolo, la band ottenne diverse offerte da parte di svariate case discografiche. A quel punto Waters dopo aver ingaggiato un manager si trasferì a Vancouver. Li Waters conobbe il batterista Ray Hartmann e i due cominciano a lavorare su quello che sarà il loro primo album.
Waters (e Hartmann) entrarono in studio e cominciarono un lento processo di registrazione, lavoro che poi sarebbe diventato il loro album di debutto Alice in Hell.

### Il successo (1989-1995)

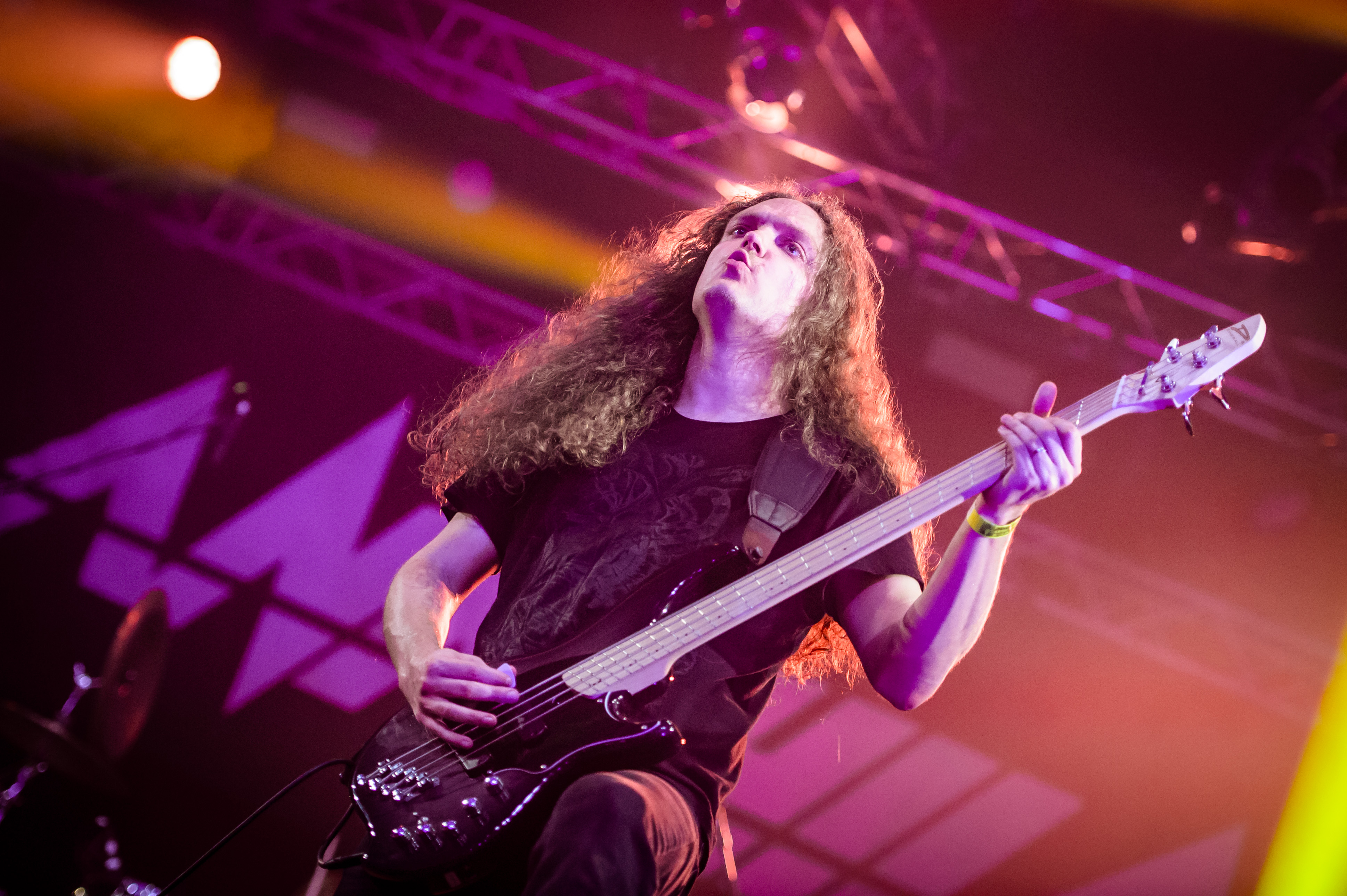
Rich Hinks

Waters ingaggiò il bassista e cantante Randy Rampage per la registrazione del disco, sebbene in un primo momento era stato scelto il cantante Dennis Dubeau. Fu poi trovato il bassista Wayne Darley, che si unì subito al gruppo.
Per il ruolo di secondo chitarrista venne fatto un casting. Molti sono stati i chitarristi che parteciparono al provino ma alla fine fu scelto Dave Scott Davis. La Roadrunner Records decise allora di lanciare sul mercato l'album Alice in Hell, disco molto tecnico, potente ma allo stesso tempo melodico comunque sempre molto legato ai canoni classici del thrash metal.
Dave Scott Davis abbandonò il gruppo lasciando il posto di secondo chitarrista ad Anthony Greenham.

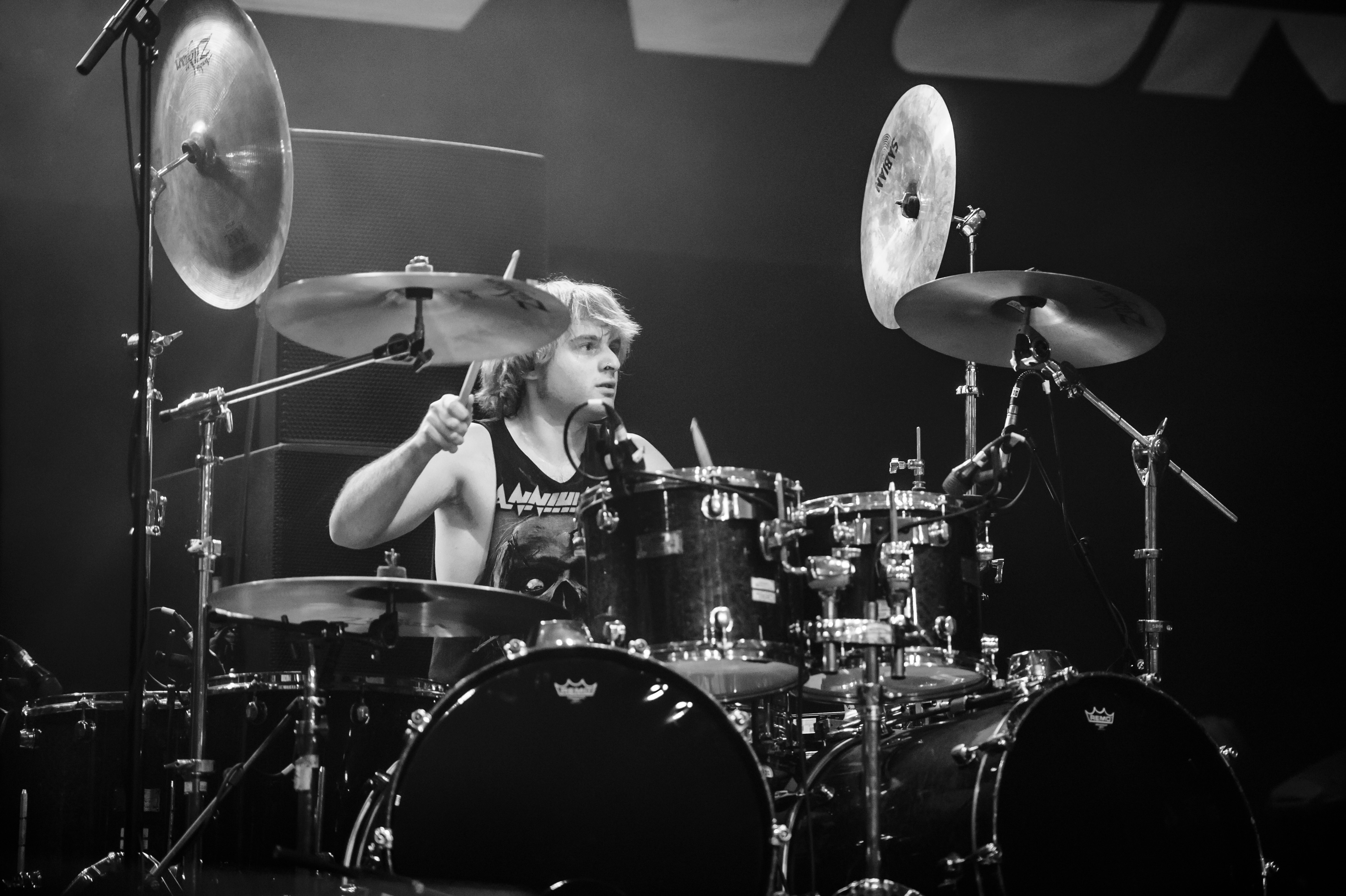
Fabio Alessandrini

Poco dopo all'uscita dell'album fu pubblicato il video di Alison Hell.
Dopo il successo del loro album di debutto, però, anche Randy Rampage lasciò la band mettendo in evidenza le grandi diversità di idee tra i vari membri. Lo stesso anno gli Annihilator fecero un tour in Canada insieme ai Testament.

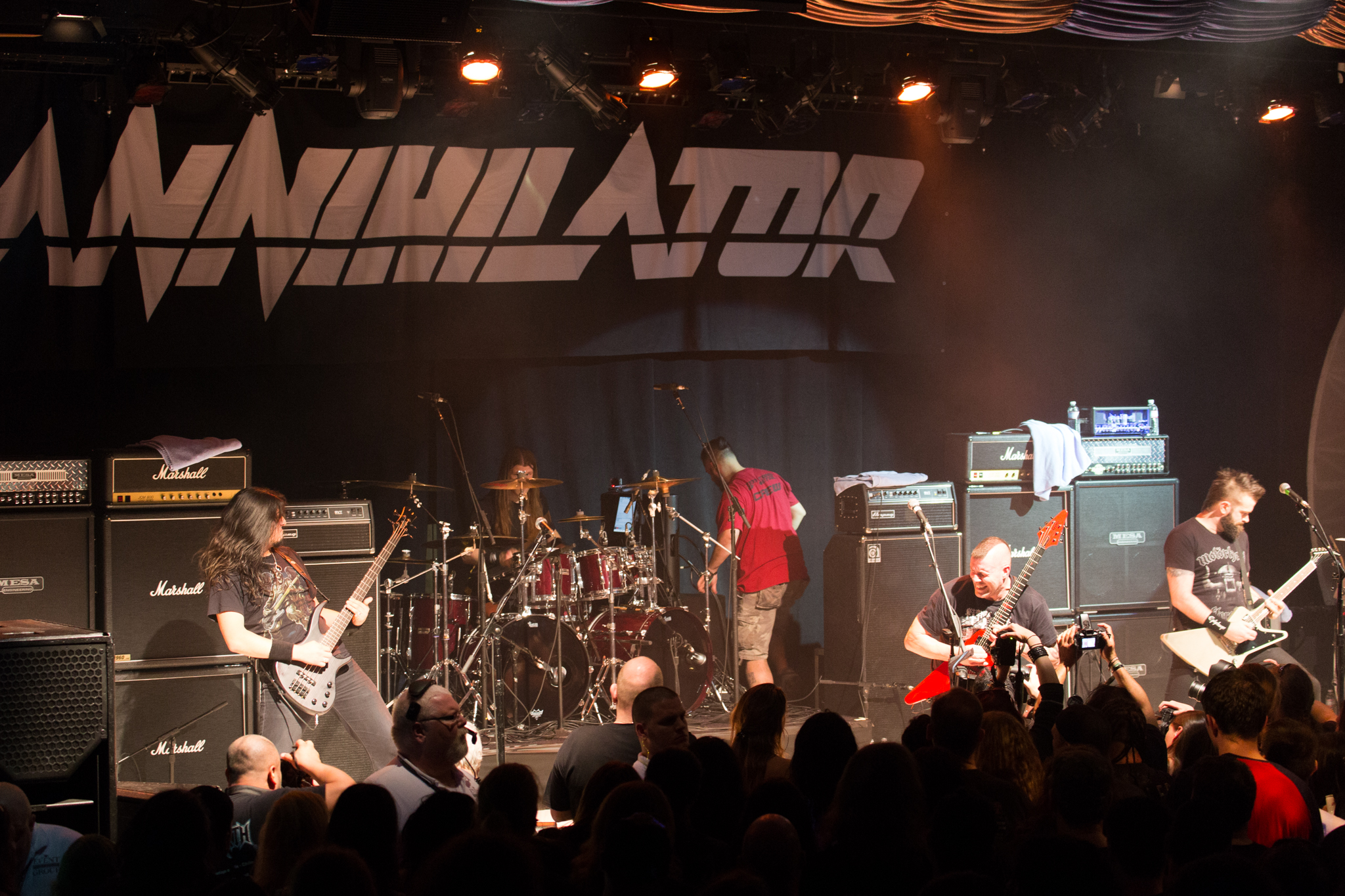
Gli Annihilator al 70000 Tons of Metal 2015

La Roadrunner a questo punto consigliò l'ingaggio dell'ex-frontman degli Omen Coburn Pharr per prendere il posto di Rampage. Nel 1990 la band pubblicò il suo secondo album chiamato Never, Neverland, che superò ben presto le vendite dei loro primo lavoro.
Questo sarà un album caratterizzato da uno spaventoso tecnicismo di tutti i membri della band e soprattutto dal perfetto mix tra potenza e melodia.
Secondo molti questa sarà la migliore opera della loro carriera.
Grazie al successo dell'album gli Annihilator organizzarono un tour europeo per promuovere l'album ma Dave Davis non vi partecipò. Durante questo tour, gli Annihilator fecero anche da gruppo spalla ai Judas Priest che in quel momento stavano promuovendo il loro album Painkiller.
Alla fine del tour Pharr lasciò il gruppo per formare una nuova band che prenderà il nome di Boston, al suo posto arriverà Neil Goldberg. Poco tempo dopo anche il batterista Ray Hartmann fu sostituito da Mike Mangini.
La nuova formazione del gruppo fu quindi: Waters, Randall, Goldberg e Mangini; e proprio con questa formazione la band iniziò la creazione del nuovo album Set The World On Fire, registrato interamente a Vancouver.
Quest'album rappresentò una sorta di spartiacque per gli Annihilator, in quanto se da un lato produsse le feroci critiche dei loro vecchi fan, legati alle sonorità dure, pesanti e veloci dei primi due lavori, dall'altro lato permise alla band di allargare la schiera dei propri ascoltatori e di cimentarsi in progetti lontani dagli schemi tipici del thrash ma con la pesante influenza di diverse sonorità legate all'heavy metal, all'hard rock ed addirittura al progressive metal.
Questa formazione (con il bassista Wayne Darley) fece un tour in tutta Europa. Mangini però, infortunato, non poté partecipare al tour e Waters contattò Randy Black per sostituirlo. Alla fine del tour la band pubblicò la raccolta Bag of Tricks che conteneva i loro maggiori successi pubblicati fino a quel momento.

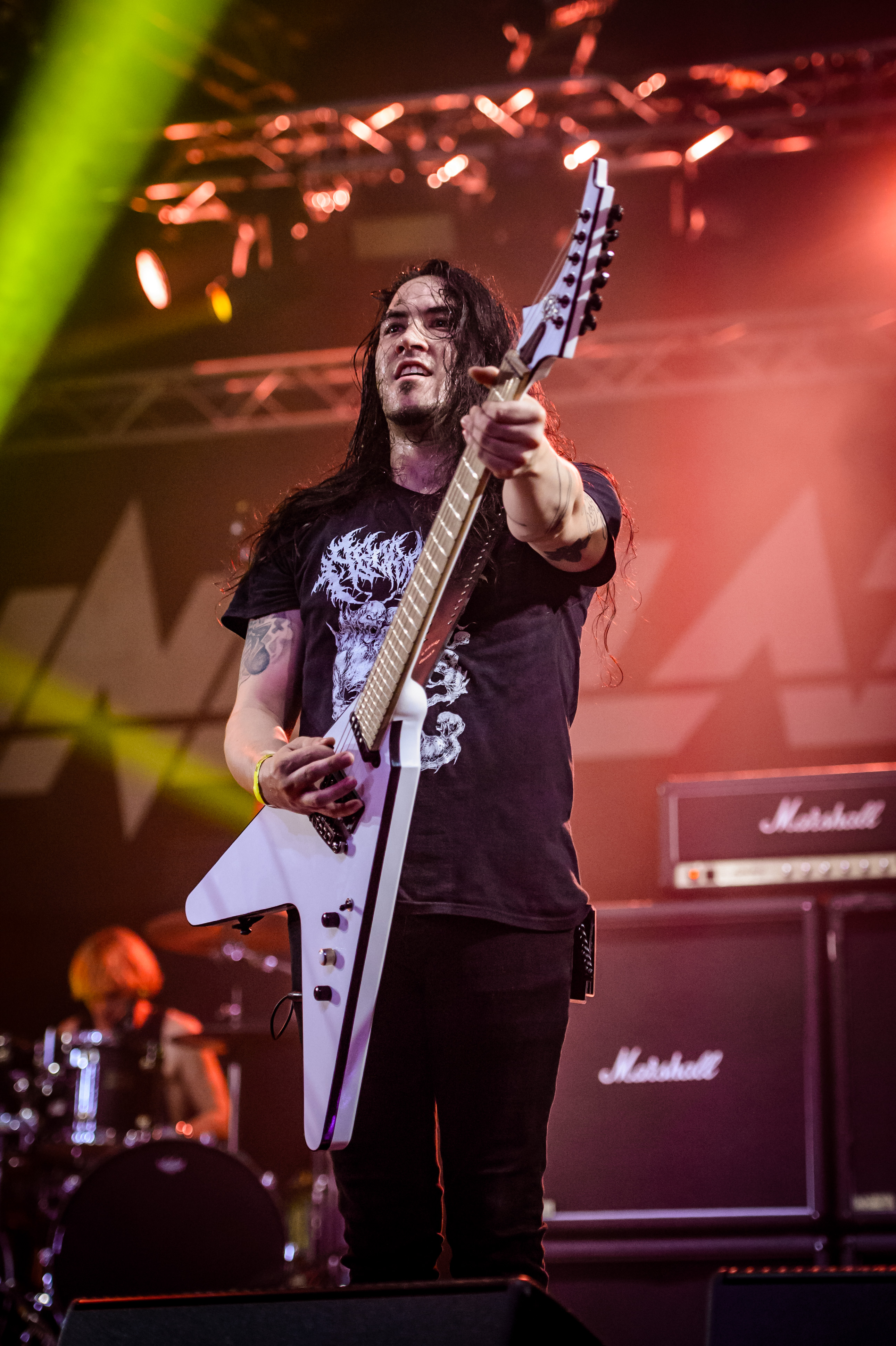
Aaron Homma

Nel 1994 Randall lasciò la band nel corso della registrazione di King of the Kill, quarto album del gruppo. La band poco a poco si sgretolò e rimasero solo Randy Black e Jeff Waters. Quest'ultimo nel corso delle registrazioni di King of the Kill scrisse e svolse le parti di voce, chitarre e basso. L'album venne arricchito da diverse partecipazioni come quella del tastierista John Webster, del batterista Rick Fedyk e di alcuni cantanti come: Mark LaFrance, Norm Gordon e David Steele.
L'album riscosse un ottimo successo commerciale ma allo stesso tempo aumentò ancora di più la divisione tra la band ed i fan di vecchia data dividendo in due anche la critica.
Dopo la pubblicazione dell'album venne ingaggiato Cam Dixon al basso e Dave Scott Davis ritornò alla chitarra. In seguito al successo ottenuto, per promuovere l'album, venne fatto un tour europeo ed uno giapponese. Durante il tour giapponese Dixon lasciò la band.

### Il declino (1996-2006)

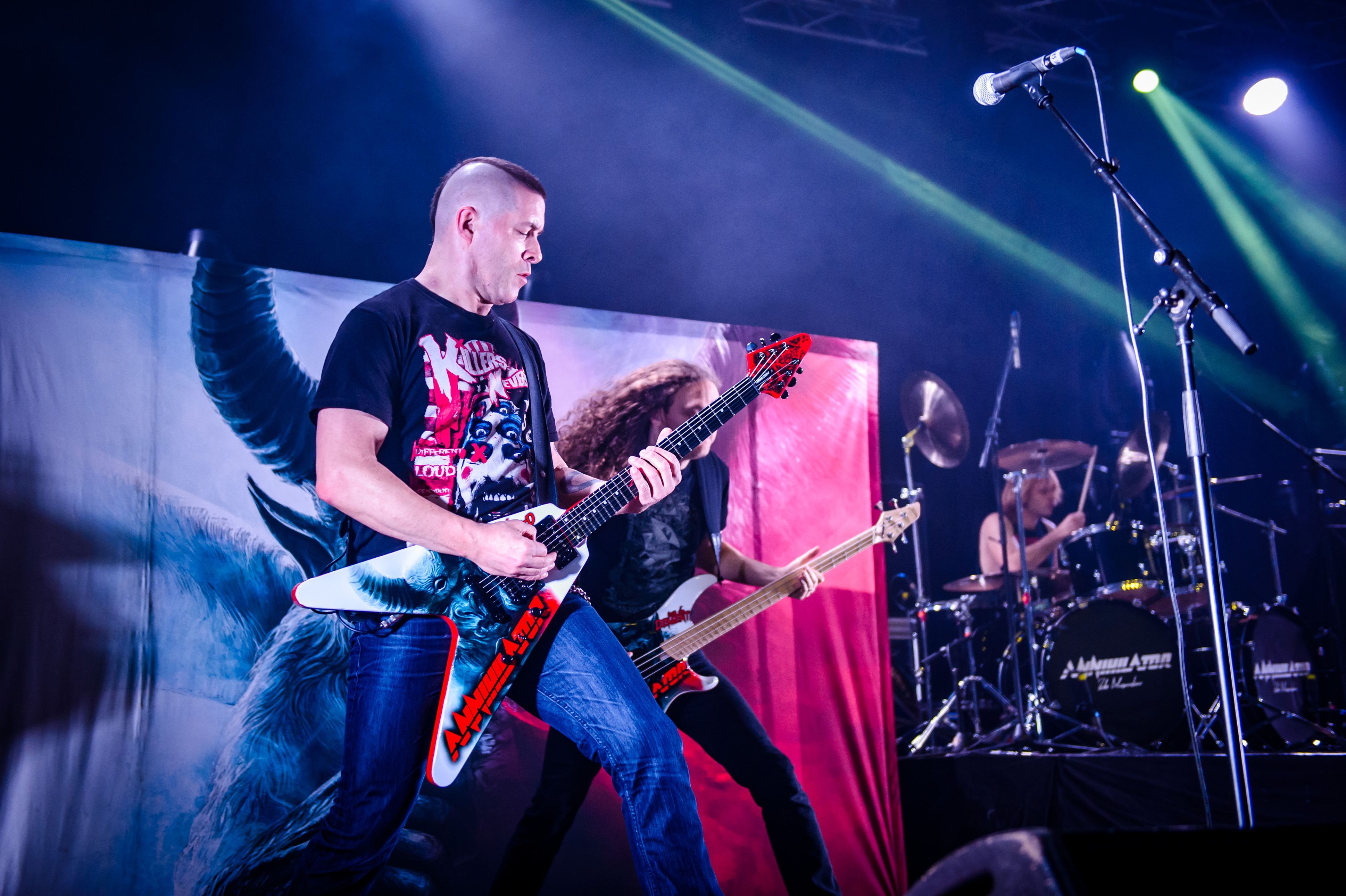
Gli Annihilator al Ruhrpott Metal Meeting 2017

Nel 1996 Waters, Black e Davis decisero di lanciare il loro quinto lavoro in studio chiamato Refresh the Demon. Con questo disco, la band, pur non brillando per inventiva o songwriting, segnò un netto ritorno a sonorità più thrash metal.
L'album fu però un vero e proprio flop nelle vendite e da questo momento in poi, gli Annihilator, poco a poco persero la loro visibilità.
Dopo la pubblicazione del disco fu organizzato un tour in tutta Europa ma, poche settimane prima del suo inizio, Randy Black lasciò la band. Per sostituirlo fu chiamato il batterista Dave Machander ed insieme a lui arrivò anche il bassista Lou Budjoso.
Lo stesso anno la band cambiò anche casa discografica passando dalla Roadrunner alla CMC International. Nel 1997 la band pubblicò Remains dove Waters registrerà praticamente da solo tutto l'album: voce, chitarra, basso, ed anche batteria.
Waters, in questo lavoro non collaborerà con altri musicisti se non per qualche baking vocals.
Questo disco segnò un ulteriore cambio nel sound della band che si distaccò ancora di più dai lavori del passato facendo un uso spasmodico dell'elettronica.
A causa del poco successo riscontrato dall'album, non ci fu nemmeno un tour di promozione.

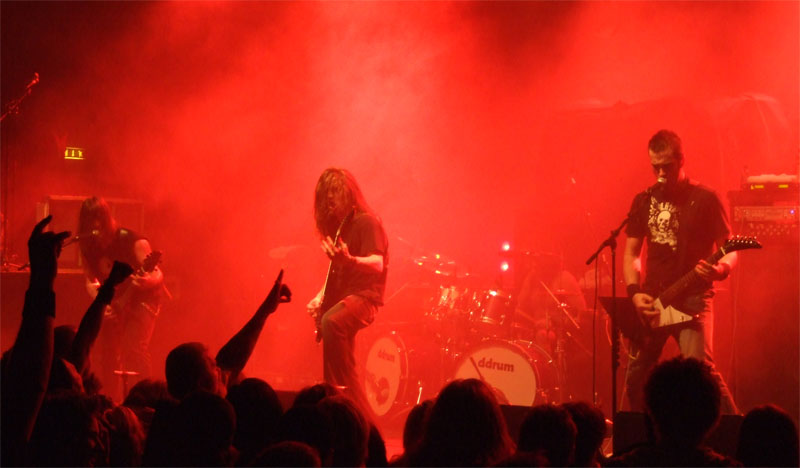
Gli Annihilator ad Oslo nel 2007

Nel 1999 Randy Rampage, Ray Hartman e Jeff Waters iniziarono il lavoro di registrazione per il loro album: Criteria for a Black Widow, lavoro che segnò anche un buon ritorno al thrash metal.
La band per la produzione del disco ri-firmò con la Roadrunner Records.
Dopo un iniziale ritorno il bassista Wayne Darley, a causa dei suoi problemi di salute, fu costretto a ritirarsi e la band chiamò Russell Bergquist per sostituirlo. Dopo l'arrivo di Bergquist la band iniziò due tour per l'Europa. Rampage lasciò di nuovo la band e Waters nell'ultimo spettacolo del tour fu costretto anche al ruolo di cantante.
Poco dopo fu ingaggiato come cantante Joe Comeau.
Con la formazione Waters, Hartmann e Comeau fu registrato l'ottavo album in studio della band intitolato Carnival Diablos ma anche questo lavoro non avrà successo.
Nel 2002 Hartmann lasciò la band e fu sostituito da Randy Black, Comeau rimase alla voce e Waters decise di suonare sia chitarra che basso. Il trio pubblicò un altro album Waking the Fury, un album molto oscillante tra l'heavy ed il melodico.
Insieme a Bergquist e al nuovo chitarrista Curran Murphy, venne fatto un tour in tutta Europa ed in Giappone. Durante questo tour, la band registrò l'album live Double Live Annihilation.
Nel 2003, Comeau fu sostituito dal cantante e chitarrista Dave Padden che da quel momento entrò saldamente nella formazione. L'anno successivo Waters, Padden e Mike Mangini registrato il decimo album della band intitolato All for You. Il disco fu accolto dai fan ancora più freddamente rispetto ai precedenti e questo contribuì molto all'ulteriore declino di una band che negli ultimi anni non si era di sicuro messa in luce per regolarità di rendimento e per fantasia compositiva.
Eseguirono ben due tour europei e nel secondo fecero anche da supporto ai Judas Priest.
Gli Annihilator in seguito a questi concerti ebbero di nuovo un discreto successo ed il bassista Sandor Bret insieme al batterista Rob Falzano decisero di unirsi al gruppo.
Nel 2005 venne dato alle stampe l'undicesimo disco della band canadese: Schizo Deluxe ancora una volta un disco che non convincerà i fan.

### Metal e Annihilator (2007-2010)

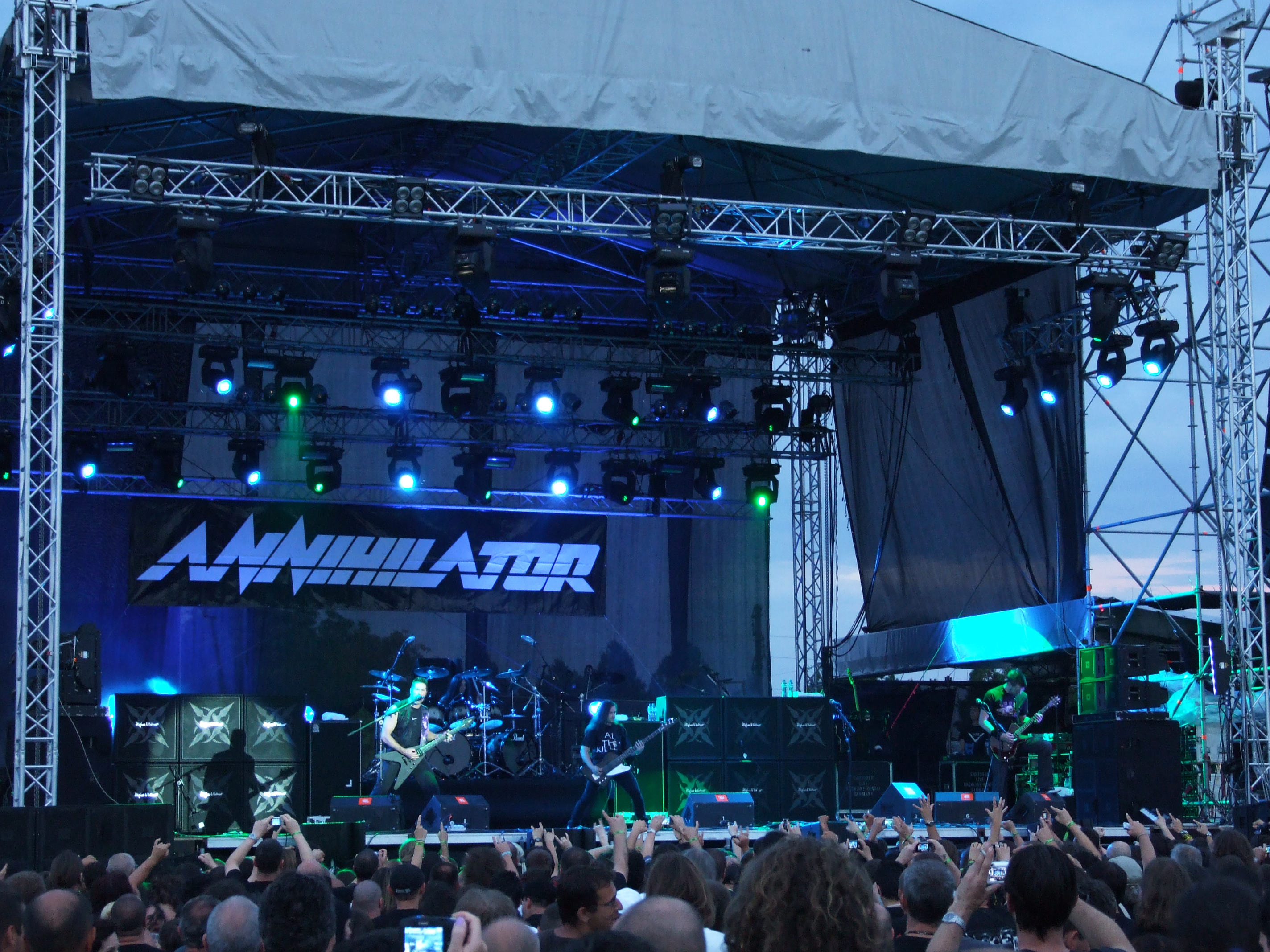
Gli Annihilator al Kavarna Rock Fest del 2010.

Nel 2007 è stato dato alle stampe Metal, album in studio degli Annihilator. L'album vede in tutte le tracce il contributo di diversi artisti, come: Jeff Loomis (Nevermore), Willie Adler (Lamb of God), Danko Jones e Angela Gossow (Arch Enemy), Steve Kudlow Lips (Anvil), Alexi Laiho (Children of Bodom), Anders Björler (The Haunted), Michael Amott, Jesper Strömblad (In Flames), Corey Beaulieu (Trivium) e Jacob Lynam (Lynam).
Non esente da varie critiche, sia sotto l'aspetto strettamente stilistico che per le troppe collaborazioni, il disco si presenta come un lavoro senza una grande inventiva ma comunque vario ed eterogeneo.
L'album non riscosse molto successo commerciale e la band dovette fare il tour di promozione come spalla ai giovani Trivium.
Nel mese di ottobre 2009 tramite la SPV Records è stato pubblicato il live DVD Live at Masters of Rock, registrato l'11 luglio del 2008 nel corso dell'omonimo festival.
Nel mese di novembre del 2009 la band ha firmato un contratto discografico con la Earache Records che si occuperà anche della distribuzione in Europa del loro nuovo album.
Il 27 aprile la band ha ufficializzato l'ingaggio del batterista Carlos Cantatore e del bassista Alberto Campuzano, rispettivamente dal gruppo italiano H-George e dai canadesi Warmachine, come membri in sede live per il nuovo tour mondiale.
Il 17 maggio 2010 è stato pubblicato il loro tredicesimo album in studio Annihilator come già precedentemente annunciato, il 18 marzo dello stesso anno, dalla band sul loro sito ufficiale. L'album è stato accolto dalla critica in maniera abbastanza positiva grazie soprattutto al forte ritorno a sonorità prettamente thrash metal ed alla presenza di numerosi assoli chitarristici.
Poco dopo la band ha intrapreso un lungo tour europeo formato da 46 date di cui una in Italia al Live Club di Trezzo sull'Adda.

### Gli ultimi anni (2010-2015)
La band capitanata da Jeff Waters ha pubblicato il suo quattordicesimo album intitolato Feast il 23 agosto 2013, mentre nel 2015 viene pubblicato Suicide Society. È del 2017 la pubblicazione di For the Demented.

## Formazione

### Formazione attuale

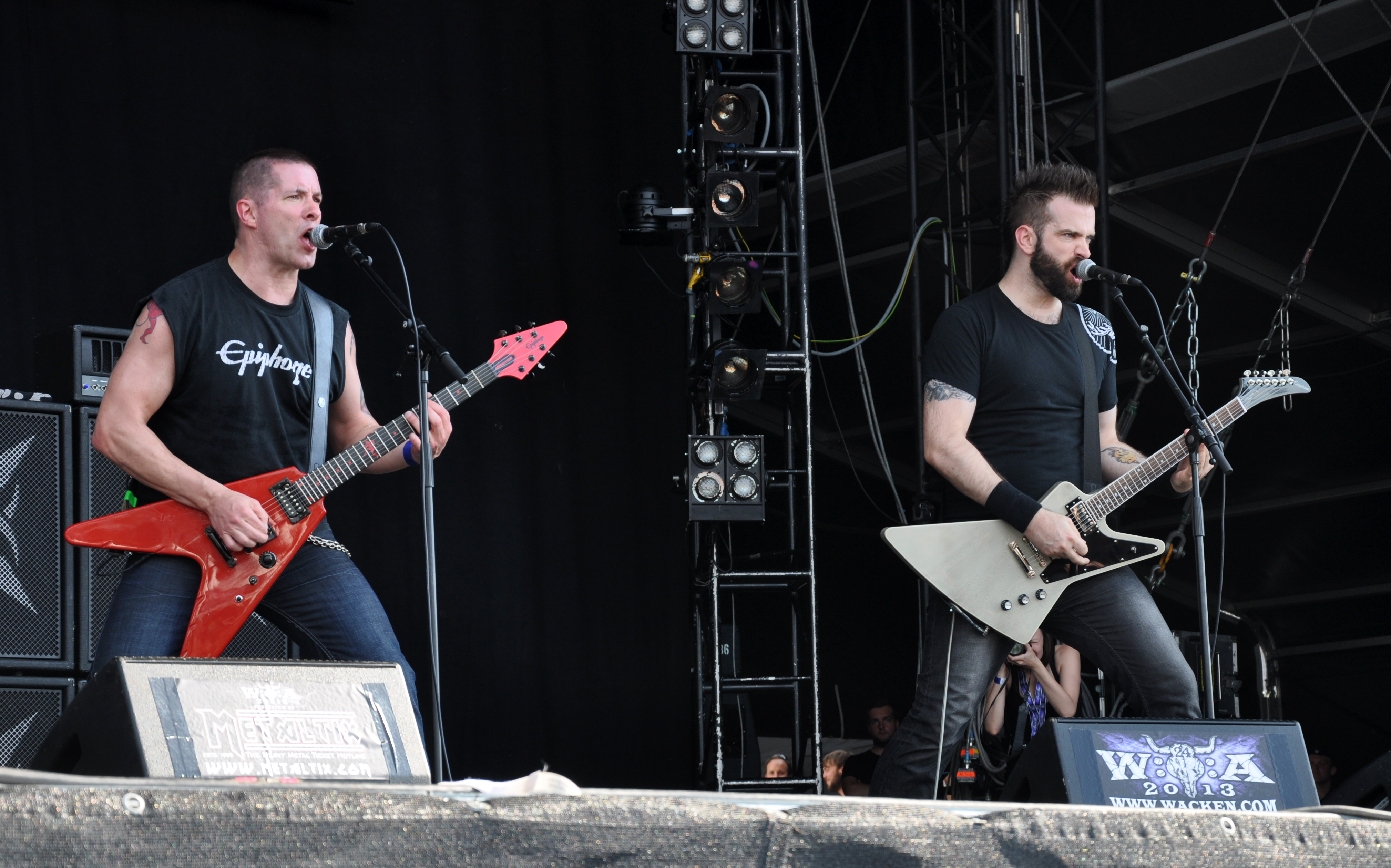
Jeff Waters e Dave Padden al Wacken Open Air 2013

- Jeff Waters – voce, chitarra; basso (1984–oggi)
- Aaron Keay Homma – chitarra (2015–oggi)
- Rich Hinks – basso (2015–oggi)
- Fabio Alessandrini – batteria (2016–oggi)

### Membri in sede live
- Oscar Rangel - basso (2014-2015, 2015-oggi)
- Carlos Cantatore - batteria (2010)
- Ryan Ahoff - batteria (2007-2008)

### Ex componenti

#### Voce
- John Bates - voce (1984-1985)
- Dennis Dubeau - voce (1987-1989)

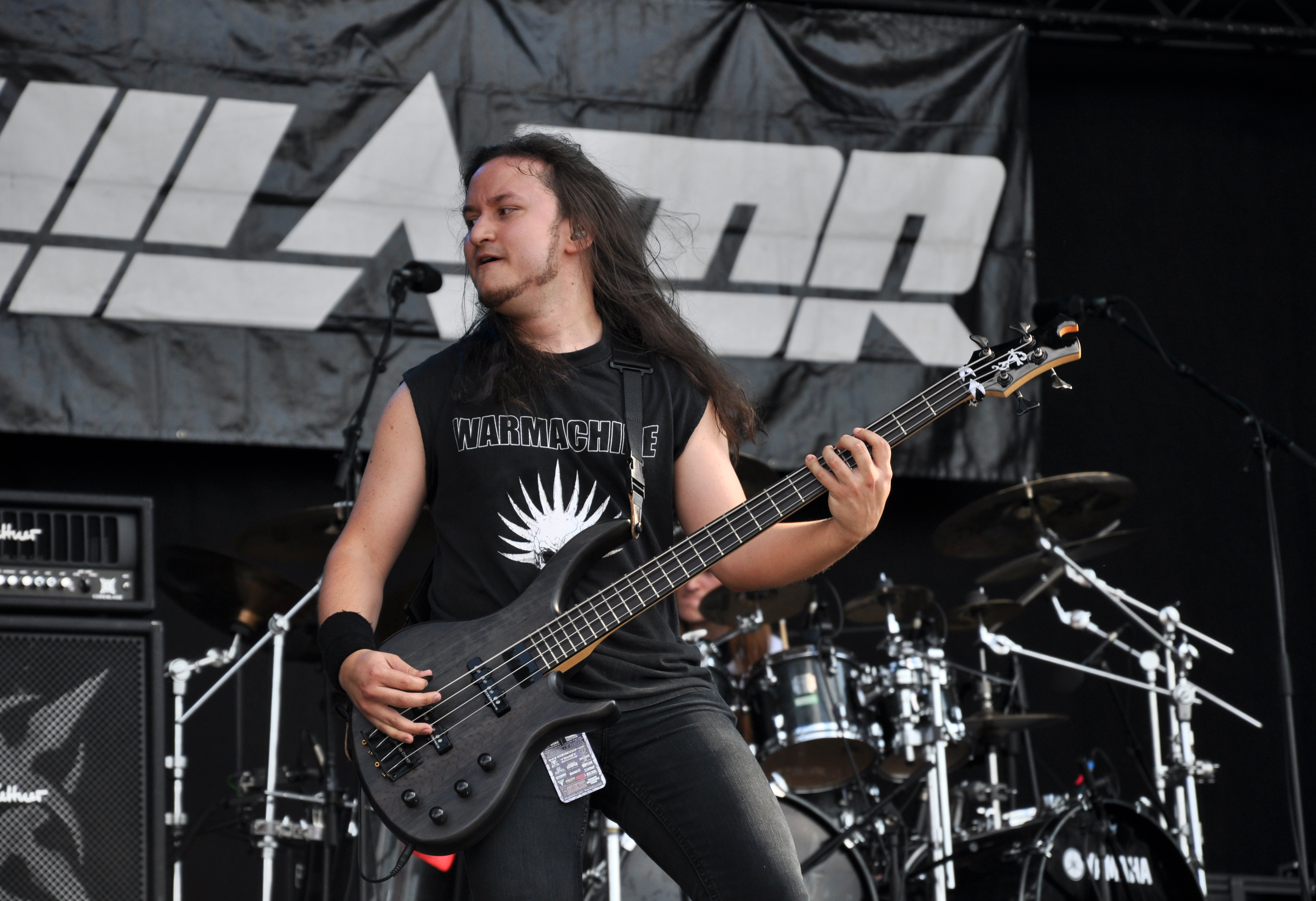
Alberto Campuzano

- Randy Rampage - voce (1988-1989, 1998-2000)
- Coburn Pharr - voce (1990-1992)
- Aaron Randall - voce (1992-1994)
- Joe Comeau - voce (2000-2003)
- Dave Padden - voce (2003-2015)

#### Chitarra
- K.C. Toews - chitarra ritmica (1987-1988)
- Anthony Brian Greenham - chitarra ritmica (1988-1989)
- Dave Scott Davis - chitarra ritmica (1989-1991, 1993-2001)
- Neil Goldberg - chitarra ritmica (1992-1993)
- Curran Murphy - chitarra ritmica (2002-2005)
- Dave Padden - chitarra ritmica e voce (2003-2015)

#### Basso
- Dave Scott - basso (1984-1985)
- Wayne Darley - basso (1989-1993)
- Dave Davis - basso (1993)
- Cam Dixon - basso (1994-1995)
- Lou Budjoso - basso (1996)

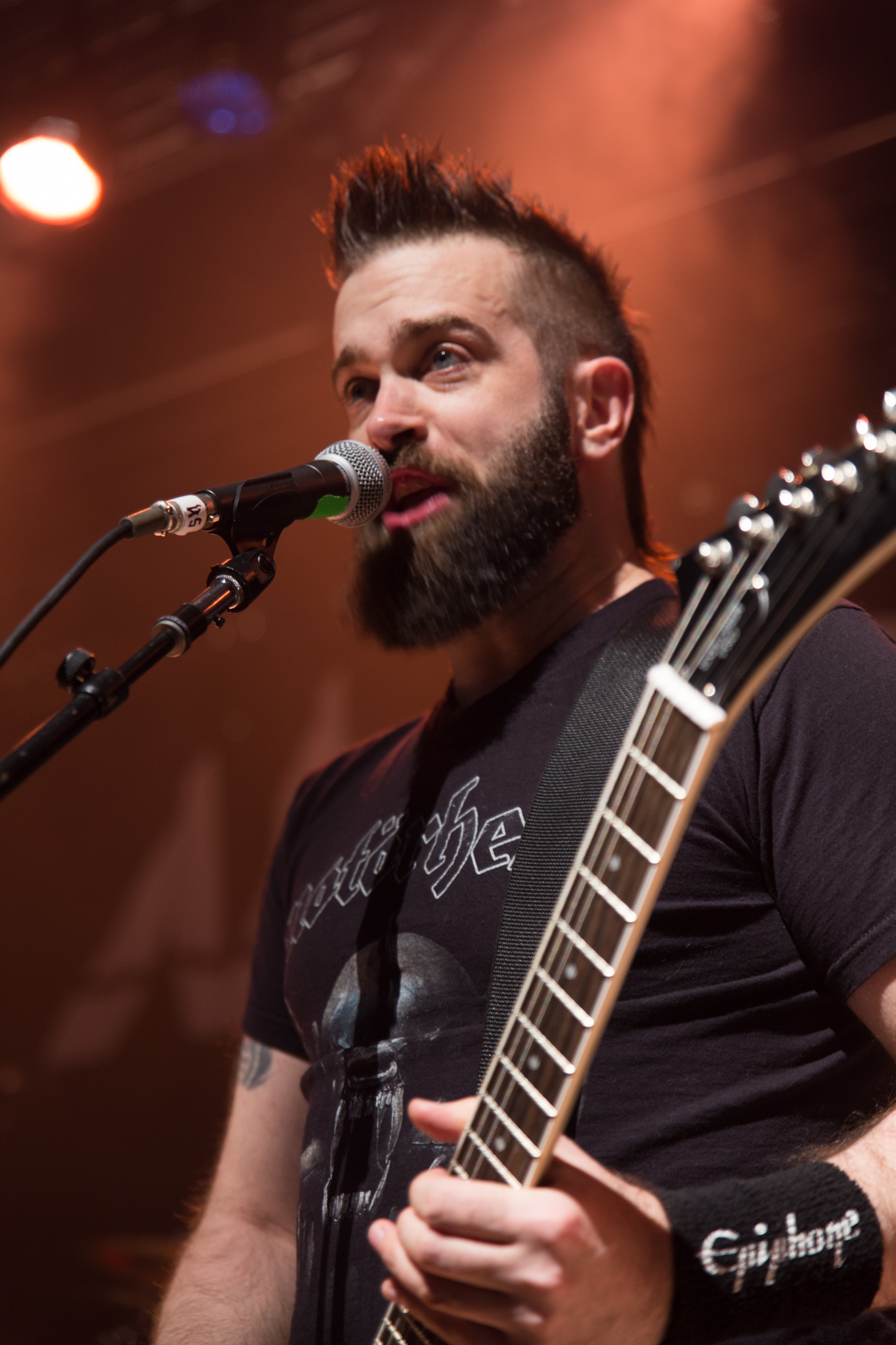
Dave Padden nel 2015

- Russell Bergquist - basso (1999-2003, 2005-2007)
- Sandor de Bretan - basso (2004-2005)
- Dave Sheldon - basso (2007-2008)
- Brian Daemon - basso (2007-2008)
- Alberto "Al" Campuzano - basso (2010-2014)

#### Batteria
- Paul Malek - batteria (1984-1985, 1986)
- Richard Death - batteria (1985)
- Ray Hartmann - batteria (1987-1992, 1999-2001)
- Randy Black - batteria (1993-1996, 2002-2003)
- Mike Mangini - batteria (1993, 2004-2005, 2007-2008)
- Dave Machander - batteria (1997)
- Rob Falzano - batteria (2004-2005, 2005-2007)
- Tony Chappelle - batteria (2005)
- Alex Landenburg - batteria (2007-2008)
- Carlos Cantatore - batteria (2010)
- Flo Mounier - batteria (2011)
- Mike Harshaw - batteria (2012-2016)

## Discografia

### Album in studio

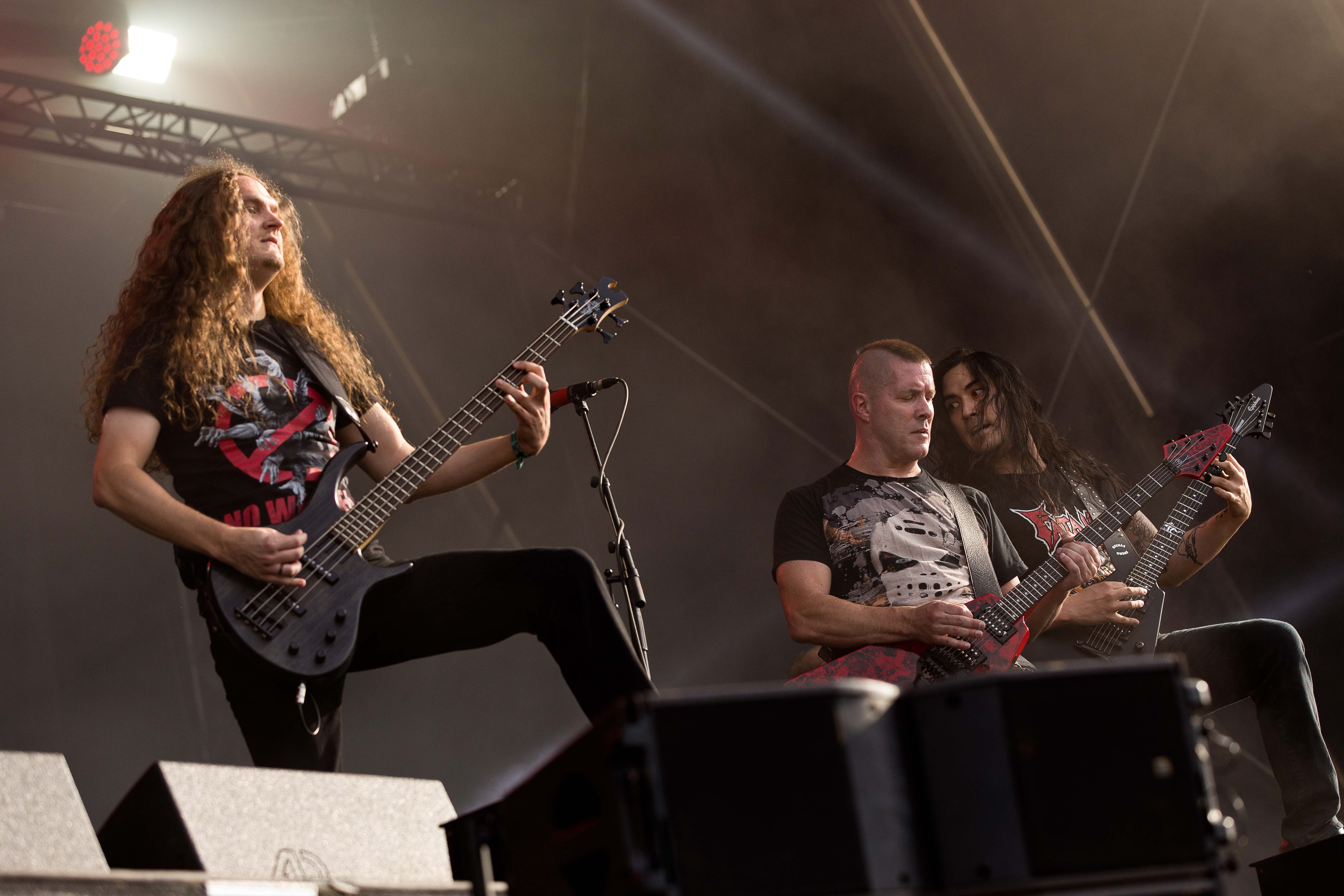
Gli Annihilator al Rockharz Open Air 2016

- 1989 – Alice in Hell
- 1990 – Never, Neverland
- 1993 – Set the World on Fire
- 1994 – King of the Kill
- 1996 – Refresh the Demon
- 1997 – Remains
- 1999 – Criteria for a Black Widow
- 2001 – Carnival Diablos
- 2002 – Waking the Fury
- 2004 – All for You
- 2005 – Schizo Deluxe
- 2007 – Metal
- 2010 – Annihilator
- 2013 – Feast
- 2015 – Suicide Society
- 2017 – For the Demented
- 2020 – Ballistic, Sadistic